# لويل جانز
لويل جانز (بالإنجليزية: Lowell Ganz)‏ (و. 1948  م) هو كاتب، وكاتب سيناريو، ومنتج أفلام، ومؤلف أمريكي، ولد في نيويورك.

## التعليم
تعلم في كلية كوينز، جامعة مدينة نيويورك.

## وصلات خارجية
- لويل جانز على موقع IMDb (الإنجليزية)
- لويل جانز على موقع قاعدة بيانات الفيلم (الإنجليزية)
- لويل جانز في قاعدة بيانات الأفلام على الإنترنت